# Marlin (Texas)
Marlin è un centro abitato degli Stati Uniti d'America, situato nella contea di Falls (di cui è capoluogo) dello Stato del Texas.
La popolazione era di 6.628 persone al censimento del 2010.

## Geografia fisica
Marlin è situata a 31°18′29″N 96°53′35″W (31.307975, -96.892975)[12].
Secondo lo United States Census Bureau, ha un'area totale di 4,6 miglia quadrate (12 km²), di cui 4,5 miglia quadrate (12 km²) di terreno e 0,1 miglia quadrate (0,26 km², 1.09%) d'acqua.

## Società

### Evoluzione demografica
Secondo il censimento del 2000, c'erano 6.628 persone, 2.415 nuclei familiari e 1.509 famiglie residenti nella città. La densità di popolazione era di 1.465,4 persone per miglio quadrato (566,2/km²). C'erano 2.826 unità abitative a una densità media di 624,8 per miglio quadrato (241,4/km²). La composizione etnica della città era formata dall'85,00% di bianchi, il 24,48% di afroamericani, lo 0,27% di nativi americani, lo 0,20% di asiatici, lo 0,02% di isolani del Pacifico, l'11,62% di altre razze, e l'1,58% di due o più etnie. Ispanici o latinos di qualunque razza erano il 18,30% della popolazione.
C'erano 2.415 nuclei familiari di cui il 30,2% aveva figli di età inferiore ai 18 anni, il 35,7% erano coppie sposate conviventi, il 22,5% aveva un capofamiglia femmina senza marito, e il 37,5% erano non-famiglie. Il 34,8% di tutti i nuclei familiari erano individuali e il 18,9% aveva componenti con un'età di 65 anni o più che vivevano da soli. Il numero di componenti medio di un nucleo familiare era di 2,47 e quello di una famiglia era di 3,21.
La popolazione era composta dal 33,2% di persone sotto i 18 anni, il 7,4% di persone dai 18 ai 24 anni, il 21,3% di persone dai 25 ai 44 anni, il 18,9% di persone dai 45 ai 64 anni, e il 19,3% di persone di 65 anni o più. L'età media era di 35 anni. Per ogni 100 femmine c'erano 96,6 maschi. Per ogni 100 femmine dai 18 anni in giù, c'erano 80,4 maschi.
Il reddito medio di un nucleo familiare era di 21.443 dollari, e quello di una famiglia era di 26.861 dollari. I maschi avevano un reddito medio di 25.220 dollari contro i 18.111 dollari delle femmine. Il reddito pro capite era di 13.555 dollari. Circa il 27,9% delle famiglie e il 31,3% della popolazione erano sotto la soglia di povertà, incluso il 40,8% di persone sotto i 18 anni e il 16,8% di persone di 65 anni o più.

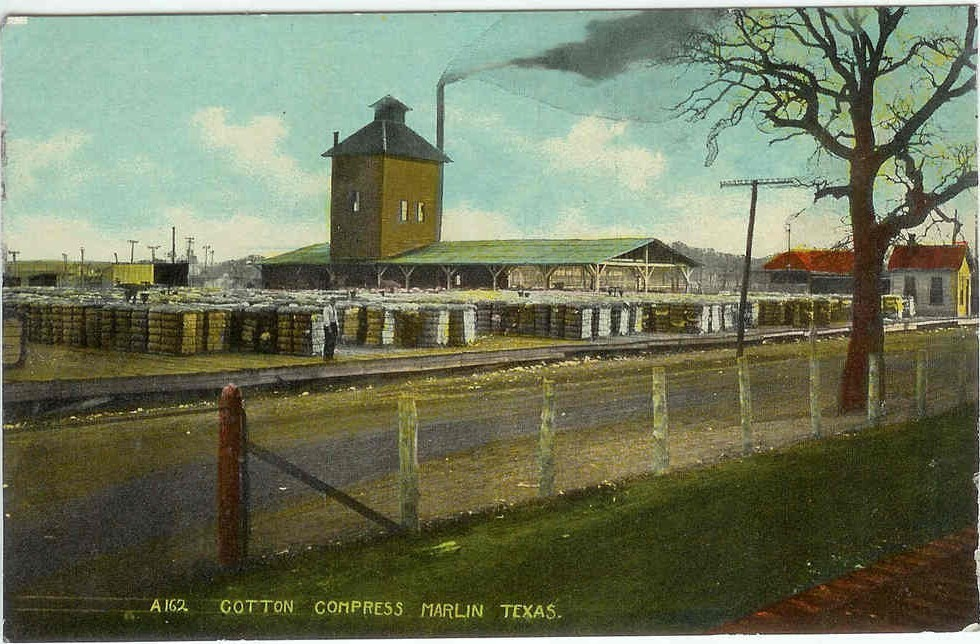
1905
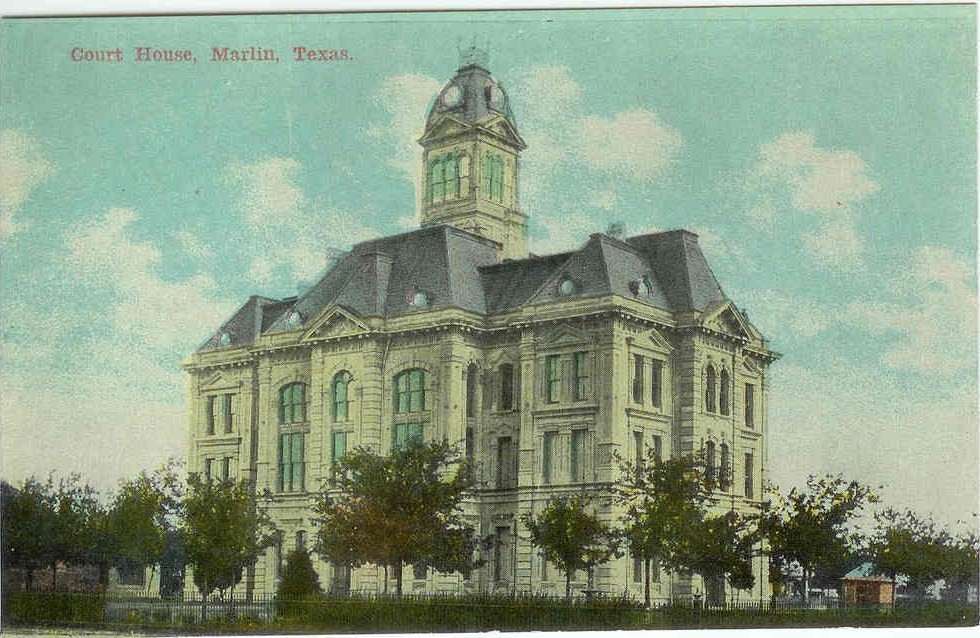
Palazzo di giustizia, 1905
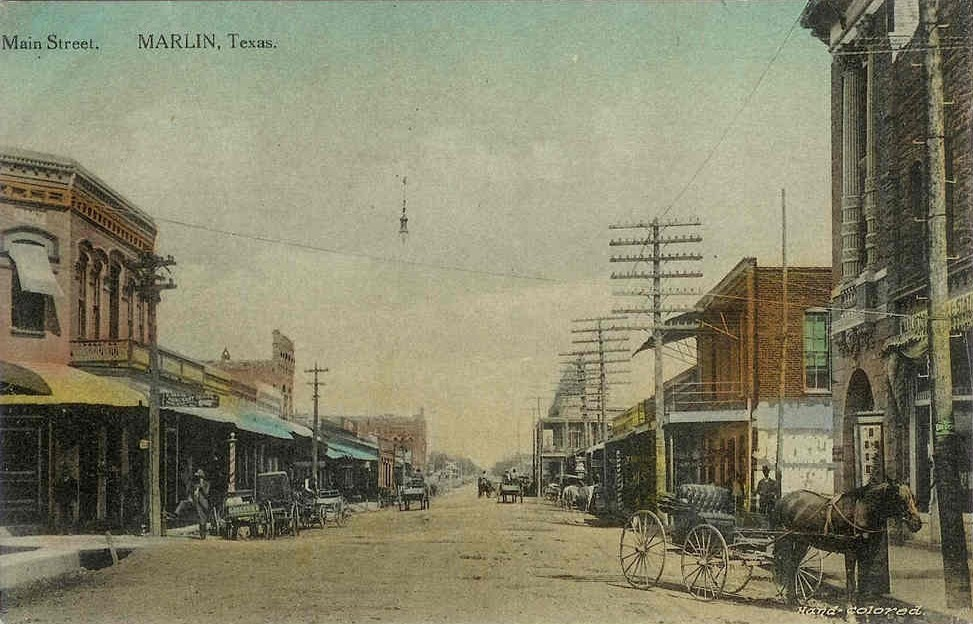
Main Street, 1905
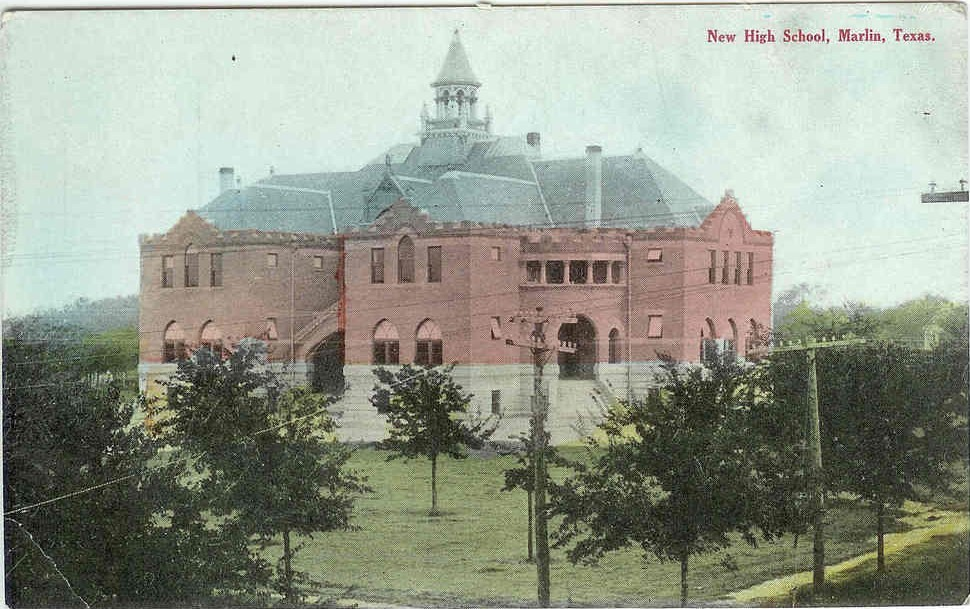
New High School, 1905
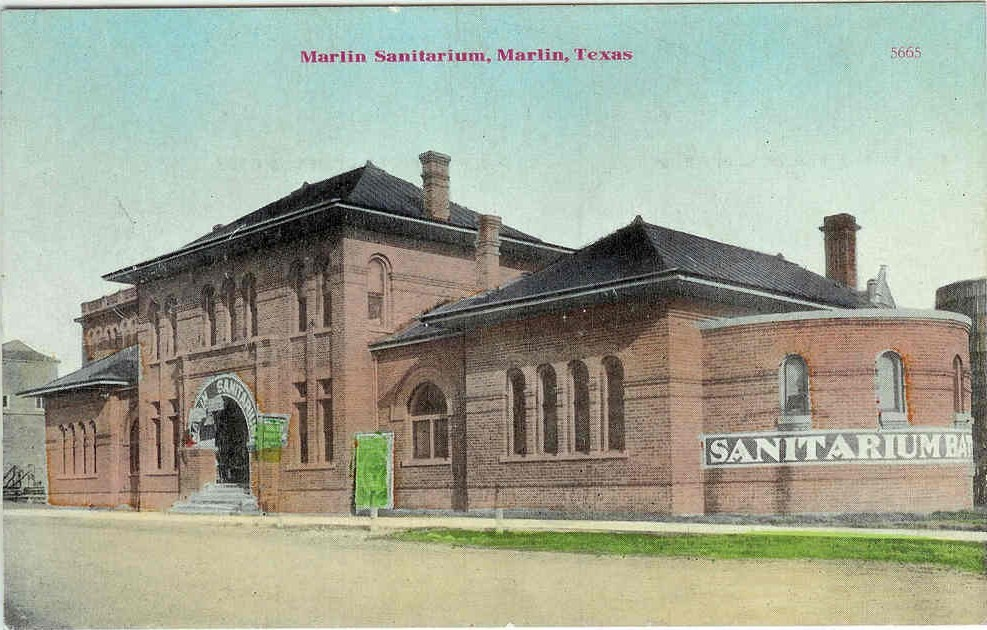
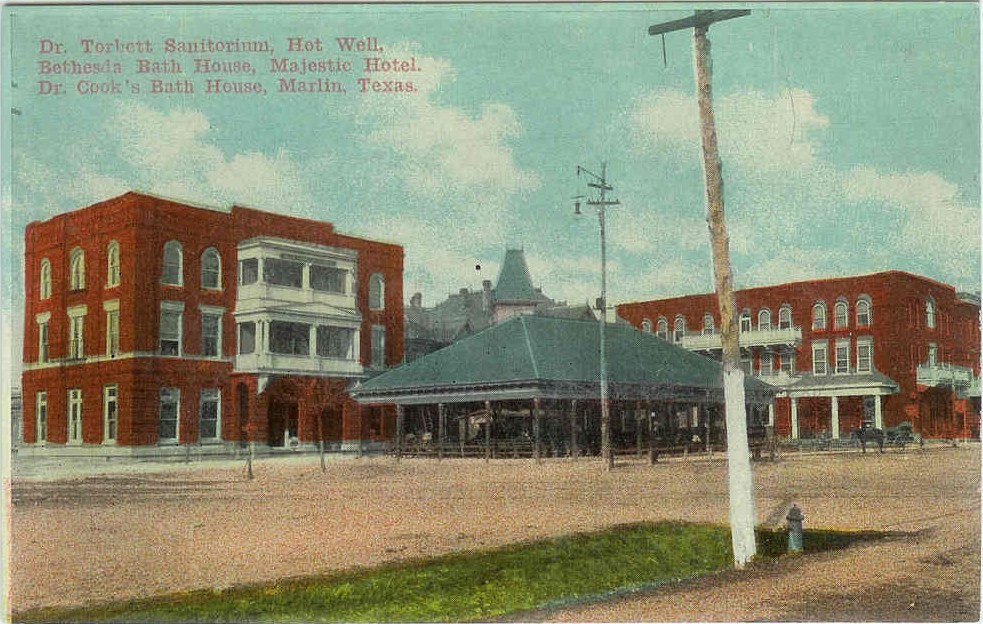
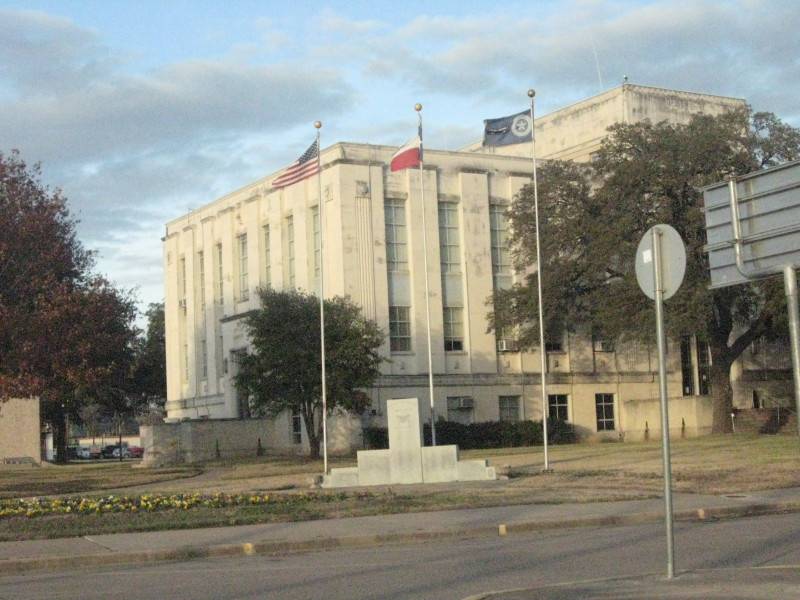
Palazzo di giustizia di Falls County
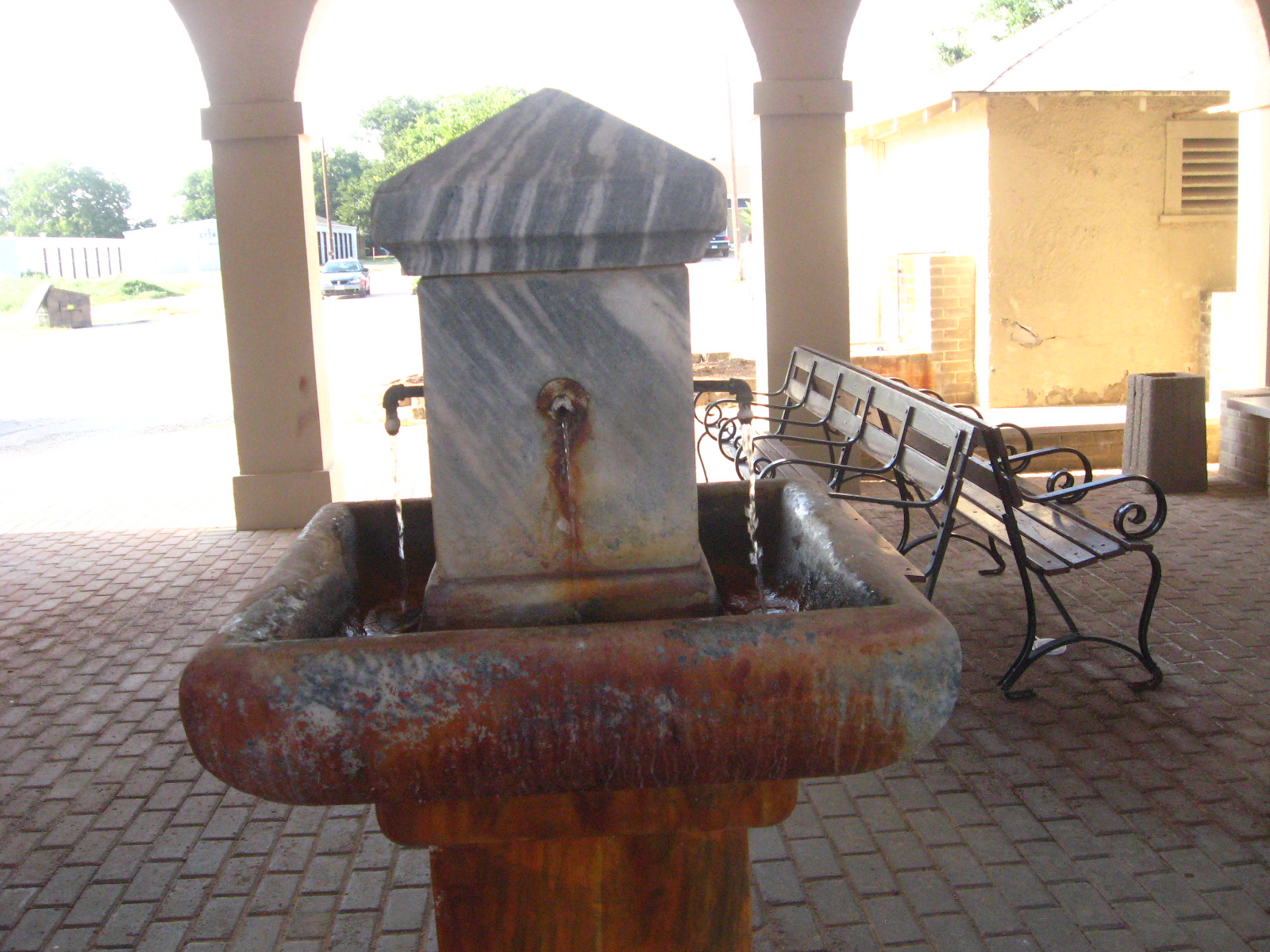
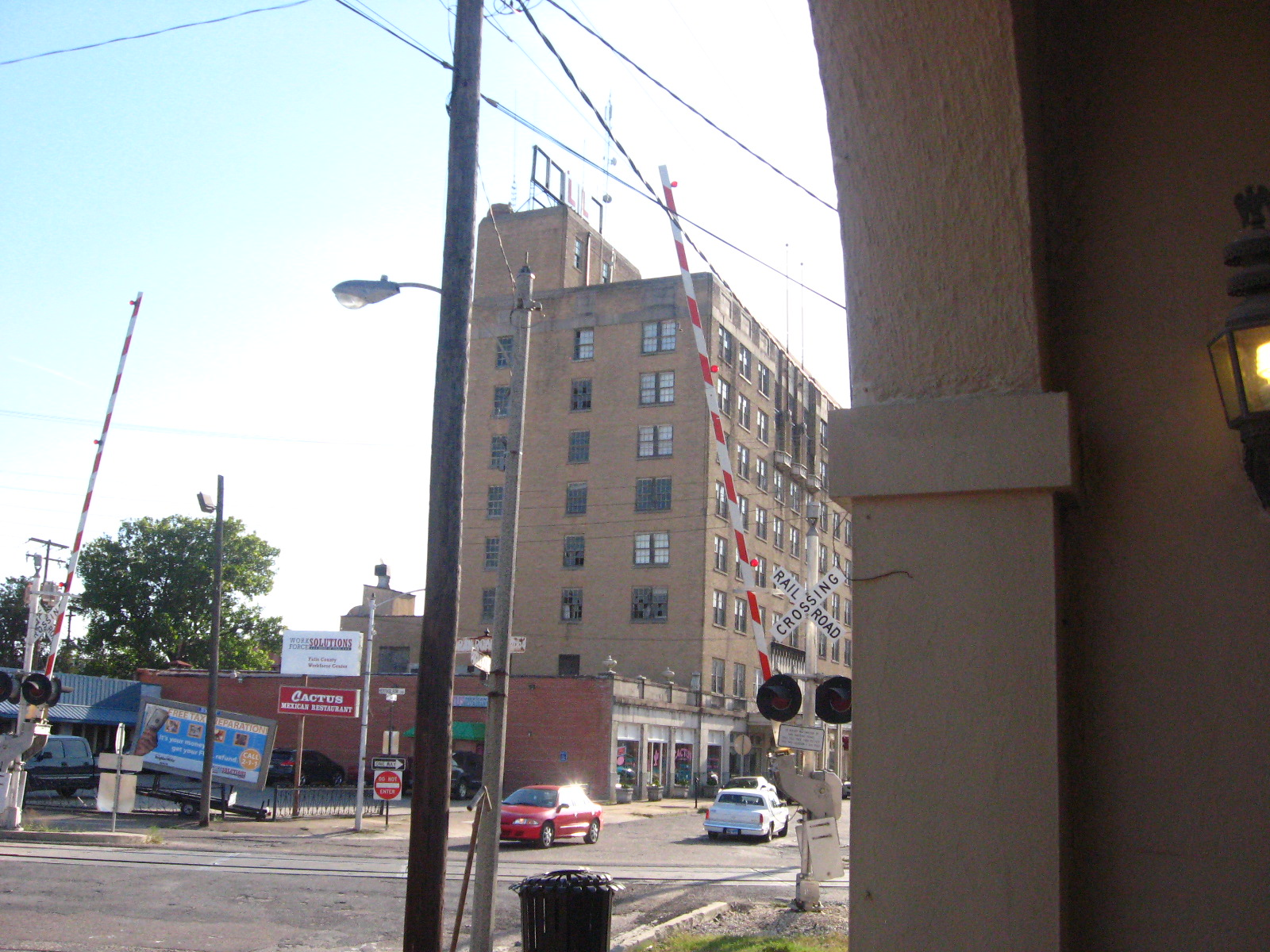
Falls Hotel sulla Coleman St.
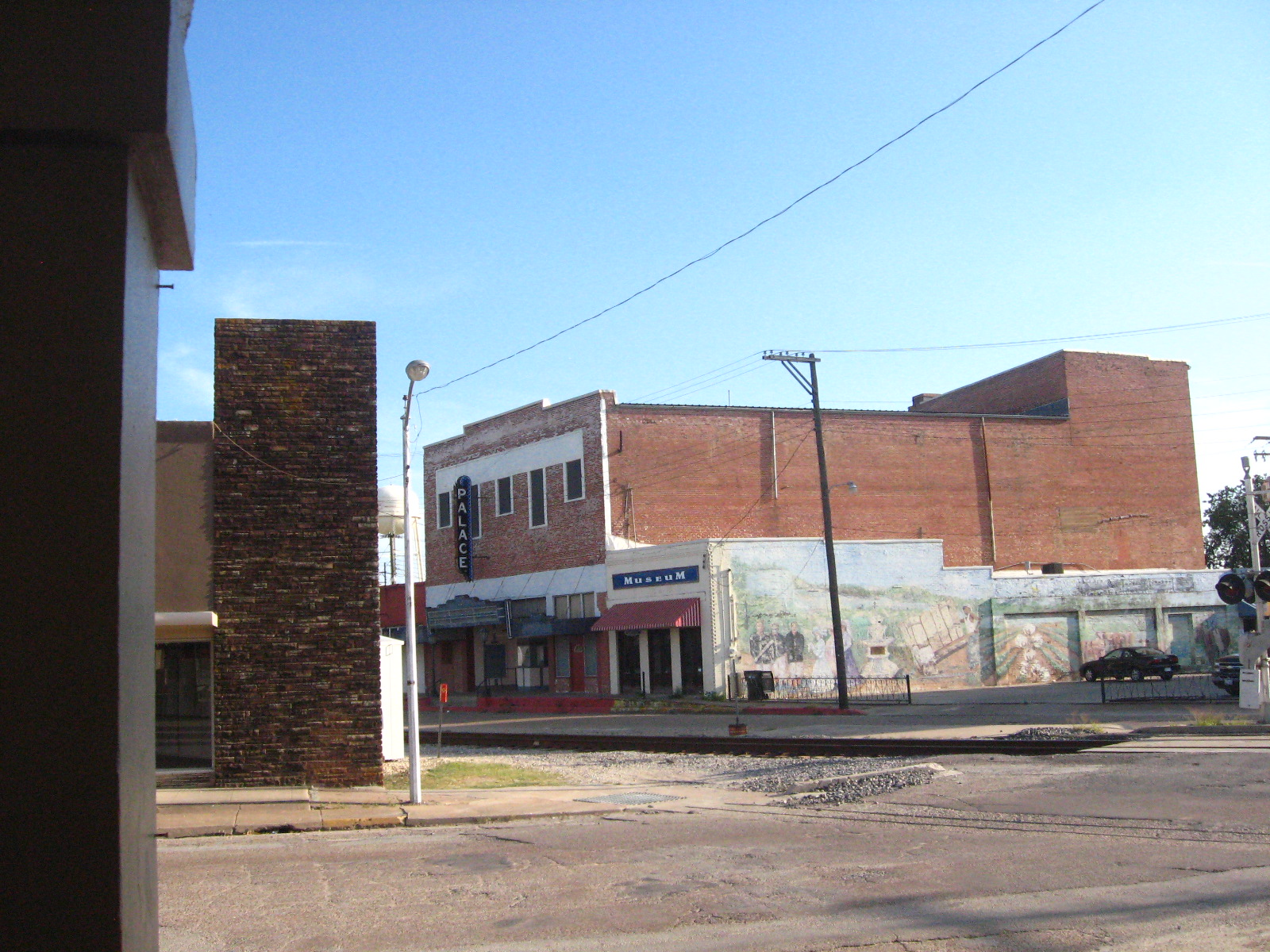
Palace Theatre sulla Heritage Row